# Chamborigaud
Chamborigaud là một xã trong tỉnh Gard thuộc vùng Occitanie, phía nam nước Pháp. Xã Chamborigaud nằm ở khu vực có độ cao trung bình 329 mét trên mực nước biển. Tại đây có cầu cạn do M. Charles Dombre thiết kế, công việc xây dựng hoàn thành năm 1867. 